# Święta rodzina (film)
Święta rodzina (wł. La sacra famiglia) – włoski kostiumowy dramat familijny z 2006 roku. Inspirowana Nowym Testamentem opowieść o Świętej Rodzinie. Zdjęcia kręcono w Jordanii.

## Fabuła
Sierota Maria (Ana Caterina Morariu) wychodzi za mąż za cieślę Józefa (Alessandro Gassman) – ubogiego wdowca z trojgiem dzieci. Zabiera on młodą żonę do Nazaretu, gdzie mieszka jego rodzina. Pod nieobecność Józefa Bóg oznajmia kobiecie, że zostanie matką Syna Bożego (Brando Pacitto). Gdy Józef wraca do domu, zastaje Marię brzemienną.